# 久下貞重
久下 貞重（くげ さだしげ、元亨元年ごろ（1321年） - 永和3年/天授3年（1377年）ごろ）は、鎌倉時代から南北朝時代の武士。久下時重の嫡男。
元弘3年（1333年）父と共に鎌倉幕府に反旗を翻し挙兵した足利尊氏の元へ真っ先に馳せ参じた。
延元元年/建武3年（1336年）近江の戦いで足利氏側で父と共に参戦し初陣ながら、8人の将を討ち取るという武功を挙げた。